# Ваља Болвашница (Караш-Северин)
Ваља Болвашница (рум. Valea Bolvașnița) насеље је у Румунији у округу Караш-Северин у општини Мехадија. Oпштина се налази на надморској висини од 299 m.

## Историја
По "Румунској енциклопедији" место се први пут помиње 1436. године. Православни храм је подигнут 1872. године.

## Становништво
Према подацима из 2002. године у насељу је живело 875 становника, од којих су сви румунске националности.